# 大行司駅
大行司駅（だいぎょうじえき）は、福岡県朝倉郡東峰村大字宝珠山にある、JR九州バスが運行を行っている日田彦山線BRT（BRTひこぼしライン）のバス停留所である。九州旅客鉄道（JR九州）日田彦山線の鉄道駅でもあるが、2017年（平成29年）に発生した九州北部豪雨の影響により、鉄道駅は休止中の扱いである。

## 歴史

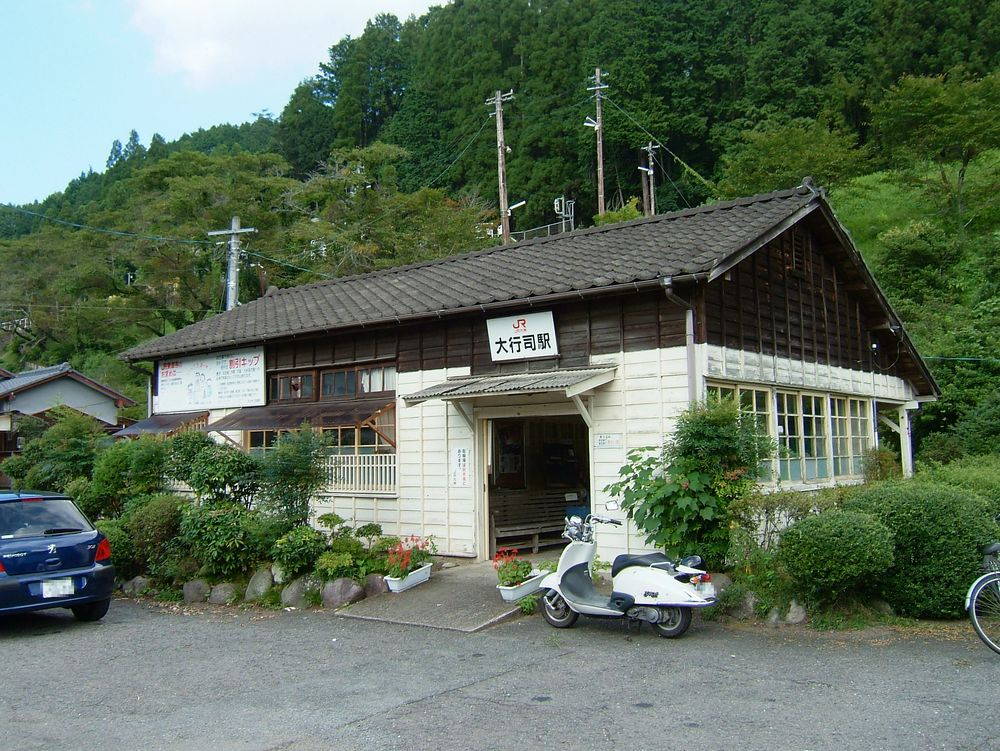
駅舎（2006年8月）

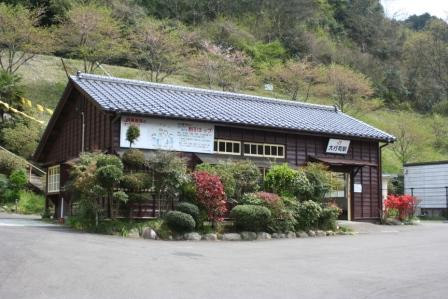
駅舎（2010年4月）

- 1946年（昭和21年）9月20日：彦山線宝珠山 - 大行司間延伸に伴い終着駅として開業[1]。
- 1960年（昭和35年）4月1日：彦山線の日田線との区間統合により日田彦山線の所属となる[3]。
- 1971年（昭和46年）2月20日：業務委託駅となる[4]。
- 1980年（昭和55年）10月1日：日田彦山線急行列車の快速格下げにより下り快速「日田」以外の全列車が停車。これに伴い当駅から本州直通列車「あきよし」で山口県美祢市や長門市・萩市、それに島根県益田市へ乗り換え無しで行けるようになった。
- 1984年（昭和59年）2月15日：駅員無配置駅となる[5]。
- 1985年（昭和60年）3月14日：「あきよし」廃止。「日田」の停車駅見直しにより日田彦山線を走行する全列車が停車するようになった。
- 1987年（昭和62年）4月1日：国鉄分割民営化により九州旅客鉄道に承継[6]。
- 2001年（平成13年）12月：簡易委託を終了し無人化[1]。
- 2017年（平成29年）
  - 7月5日：平成29年7月九州北部豪雨の影響により休止。豪雨による土砂崩れで駅舎が倒壊[7]。ホームは無事だったが停車中のキハ47系2両(キハ147 107、キハ147 1033)が駅構内に取り残された[8]。
  - 10月25日：取り残されていた普通列車2両編成の車両をトレーラーで小倉工場へ搬送[9]。
- 2019年（令和元年）12月22日：駅舎の復元工事が完了、落成[10]。
- 2023年（令和5年）8月28日：日田彦山線BRTが開業。鉄道敷を撤去して整備した専用道上の乗降場を発着する。

## 駅構造
駅舎からBRTのりばまでは、77段の階段を経て上った築堤上にある。やや急な坂の小道で迂回する経路もある。鉄道駅時代のプラットホームもそのまま残されている。バリアフリー施設はない。鉄道駅時代も同様であった。
当駅は、彦山駅から宝珠山駅までのBRT専用道の途中駅である。
添田方面のりば、日田方面のりばとも待合ブースが設置され、ブースには小石原焼の特徴的な技法である「飛びかんな」の模様が表現されている。

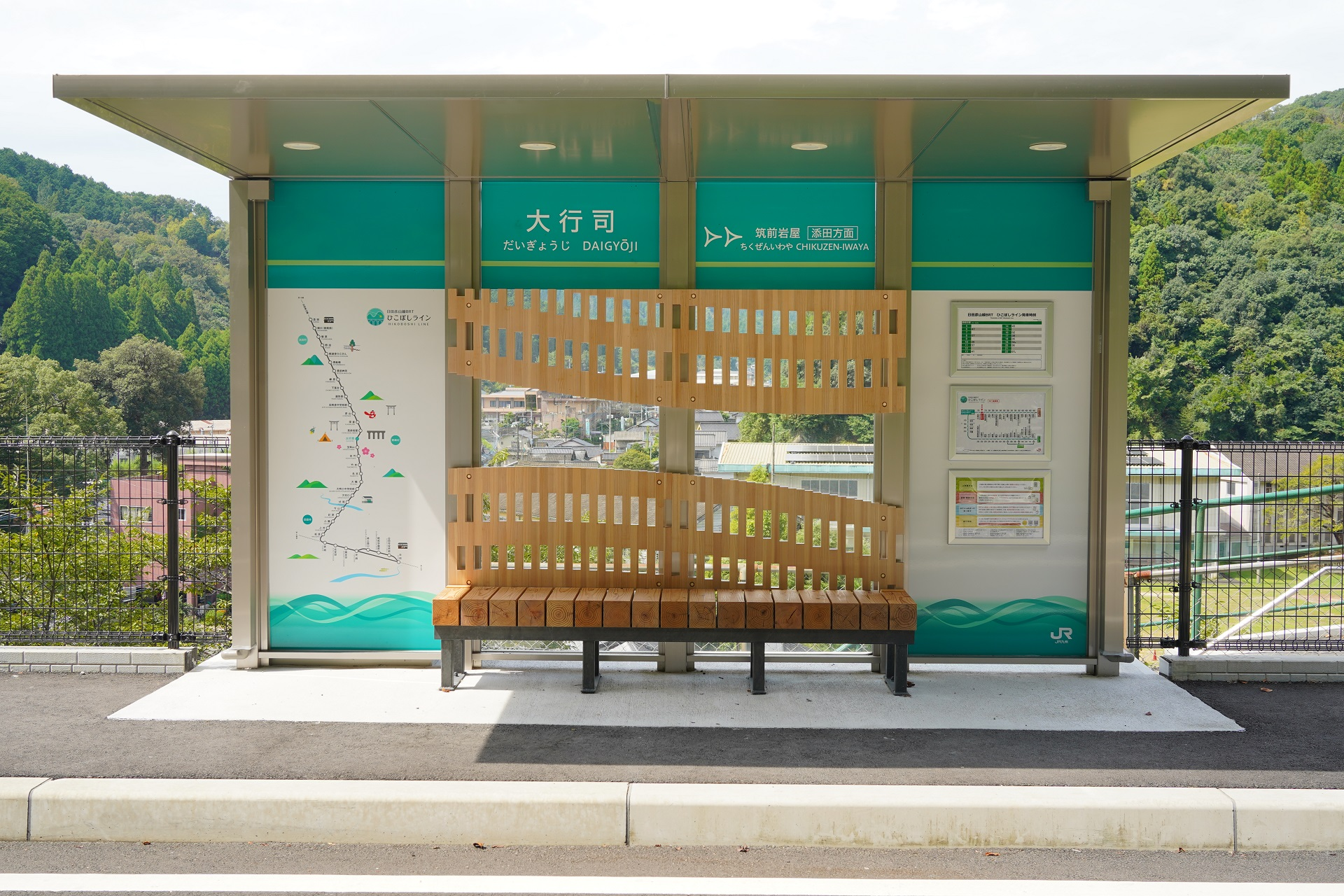
待合ブース（2023年9月）
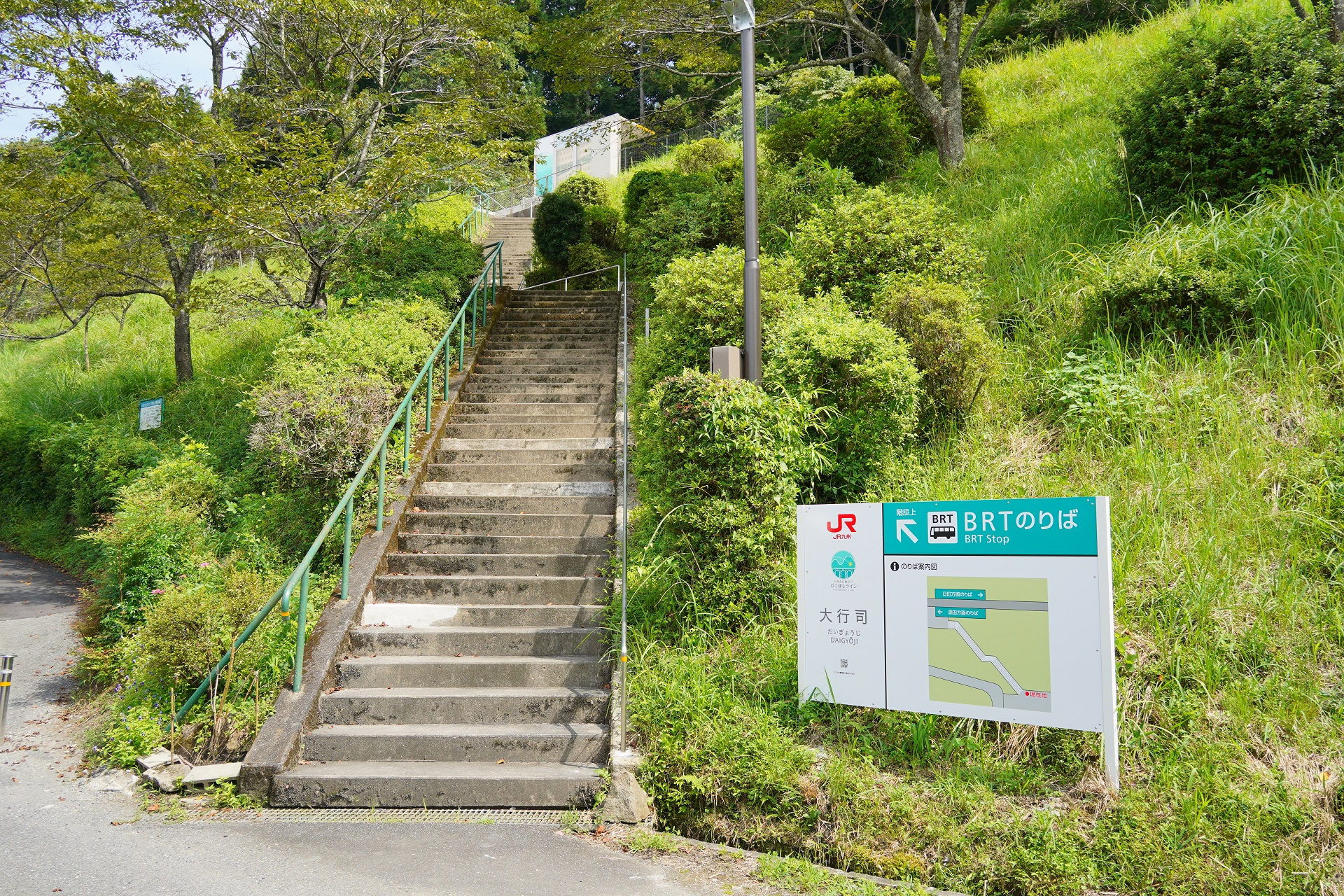
駅舎から乗降場への階段（2023年9月）
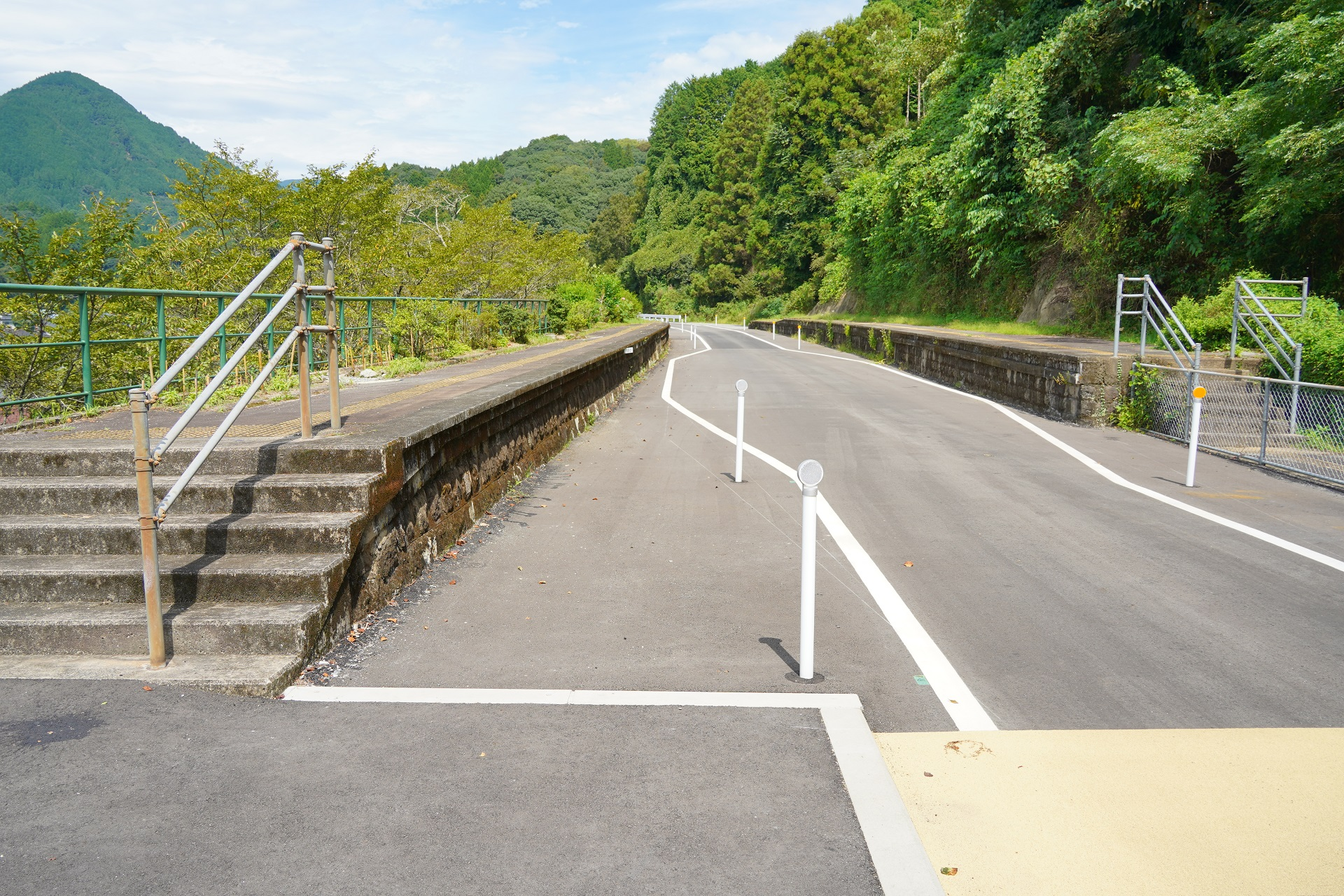
BRTのりばに隣接して残されている鉄道ホーム（2023年9月）
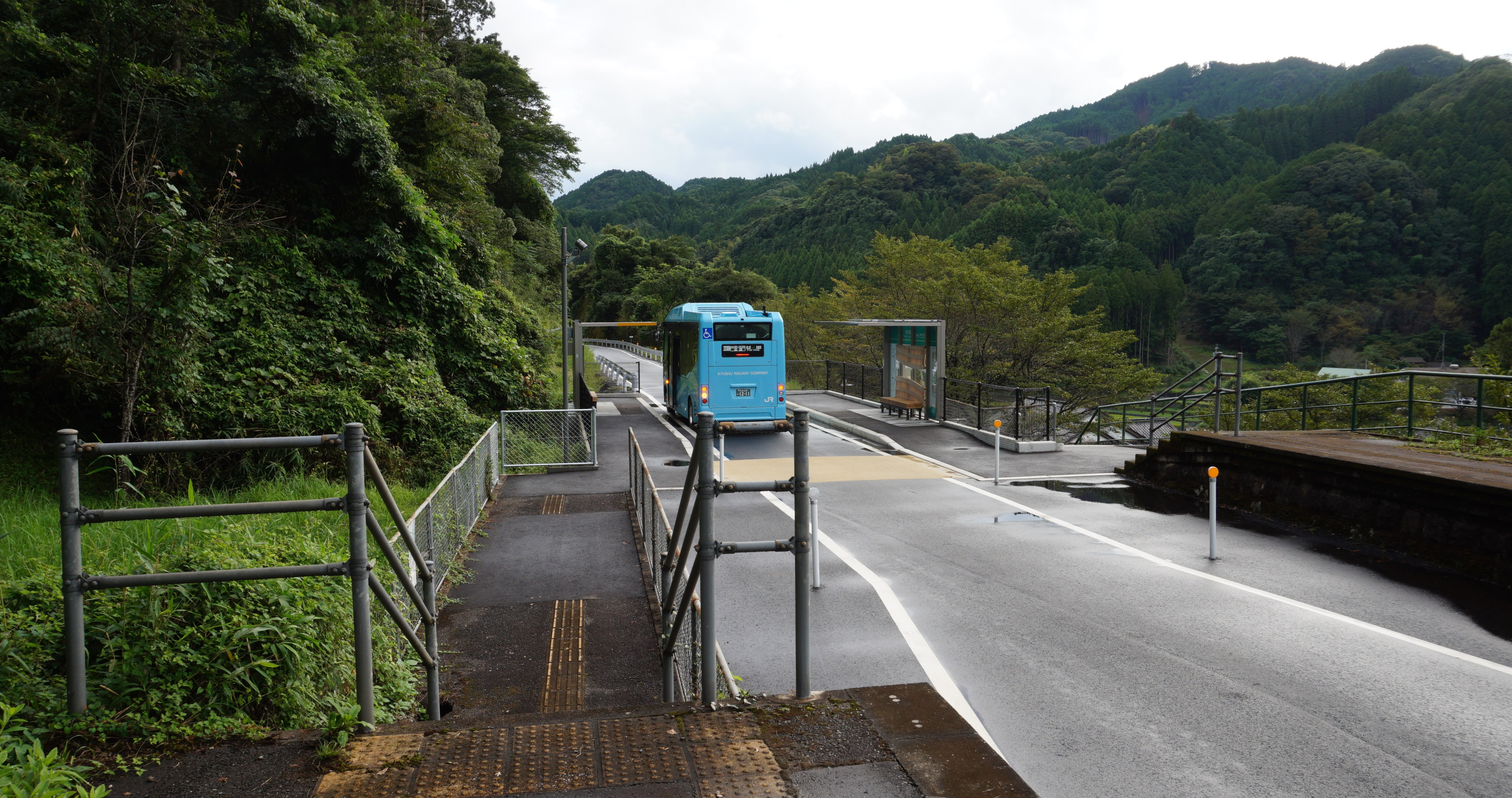
到着した下り便（2023年9月）

鉄道駅としては、相対式ホーム2面2線を有する地上駅であった。彦山駅 - 夜明駅間で列車交換が可能な唯一の駅となっていた。
平成29年7月九州北部豪雨で崩壊した駅舎は古い木造で、無人駅となって以後の2008年に東峰村へ譲渡され一部が喫茶店として使用されていた。駅舎は瓦の葺き替えなど改修されていた。
倒壊のあと2019年12月に駅舎が復元され、駅名の「大行司」にちなみ、行司の筆頭である立行司第41代式守伊之助（後の第38代木村庄之助）による揮毫の駅名が掲げられ、芝田山親方（元横綱大乃国）ら大相撲関係者が式典に参加した。
- 代行バスは駅から離れた国道211号沿いの大行司バス停留所より発着[12]していた。

## 駅周辺

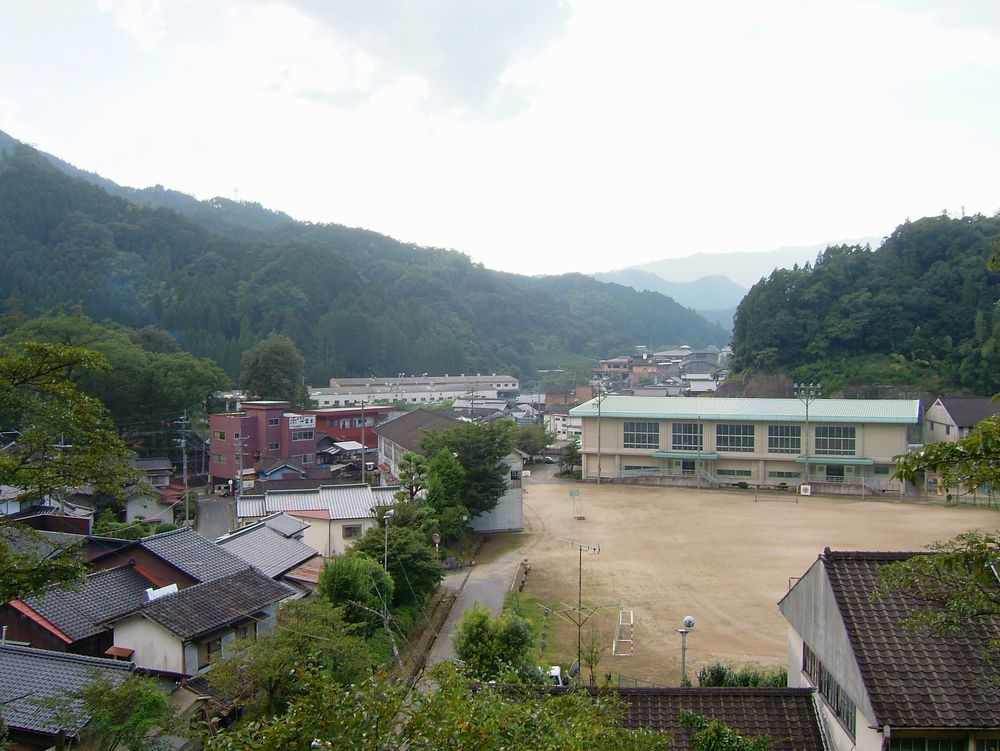
ホームから見た村の風景（2006年8月）
写真右手に宝珠山小学校（2011年3月31日廃校）が見える

駅前の小道を150mほど西に進んだ場所に国道211号が通っている。同国道はこの交差点付近でカーブし、駅より南側では日田彦山線と並行し、北側では日田彦山線と分かれて北西へ通っている。この国道沿いに東峰村宝珠山地区の中心集落が形成されている。
当駅は東峰村役場宝珠山庁舎（議会設置庁舎、旧宝珠山村役場）の最寄り駅であり、旧村名を駅名とする宝珠山駅よりも役場に近い位置にある。
- 大行司バス停留所 - 西鉄バス久留米が運行する小石原線のバス停留所（代行バスのバス停留所を兼ねていた）。
- 東峰村役場
- 宝珠山郵便局
- 東峰村保健福祉センターいずみ館（日帰り温泉あり）
- 東峰村立宝珠山小学校跡・東峰村立美星保育所・東峰村民センター - 駅前
- 東峰村立東峰学園（小中一貫校）
- 釈迦岳温泉 - 駅の横にある温泉。
- 千代丸温泉 - 徒歩約20分。筑前岩屋駅からも同じくらいの距離である。
- 福岡県道52号八女香春線

## 隣の駅
九州旅客鉄道（JR九州）
■日田彦山線（休止中）
筑前岩屋駅 - 大行司駅 - 宝珠山駅
JR九州バス・九州旅客鉄道（JR九州）
■日田彦山線BRT（BRTひこぼしライン）
筑前岩屋駅 - 大行司駅 - 宝珠山駅